# Hasbury
Hasbury – osada w Anglii, w hrabstwie West Midlands, w dystrykcie Dudley. Leży 7 km od miasta Dudley. W 1951 roku civil parish liczyła 7933 mieszkańców.